# Sofia Coppola
Sofia Carmina Coppola (New York, SAD, 14. svibnja 1971.) američka je glumica, redateljica, scenaristica i producentica.

## Mlade godine
Sofia se rodila 1971. kao kćerka Francisa Forda Coppole i Eleanor Coppole. Njena braća su Roman Coppola i Gian Carlo Coppola (koji je poginuo u nesreći s 22 godine). Uz to je rođakinja Nicolasa Cagea, Jasona Schwartzmana i Roberta Schwartzmana. Studirala je u Mills fakultetu i u Kalifornijskom institutu umjetnosti. Nakon završenog studija slikanja i fotografije je u Japanu osnovala reviju za modele „MilkFed“.

## Karijera
Sofia je započela svoju filmsku karijeru vrlo neobično – sa samo 10 tjedana starosti je u filmu njenog oca „Kum“ glumila dijete u krštenju na kraju. S 13 godina se pojavila i u maloj sceni u drami „Outsiders“, koju je također režirao njen otac. U filmu „Anna“ iz 1987. je nastupila sa 16 godina, bez ikakve veze s njenim ocem. Nakon toga je nastupila u zadnjem nastavku mafijaške triologije, „Kum III“, kao Mary Corleone (u ulozi koju je u zadnji trenutak napustila Winona Ryder jer se razbolila), ali su kritike bile tako negativne prema njoj da je odlučila napustiti profesiju glumice. Igrala je kasnije malu ulogu u glazbenom spotu za  „Elektrobank“ od Chemical Brothers, koji je režirao njen tadašnji suprug Spike Jonze.
Kasnije je započela karijeru kao redateljica. Njen prvi (kratkometražni) film je bio „Lick the Star“ iz 1996. Zatim je uslijedio cjelovečernji film „Samoubojstvo nevinih“ u kojem je glumila Kirsten Dunst i koji je bio pozitivno primljen od kritike.
No najveći je uspjeh doživjela nezavisnom humornom dramom „Izgubljeni u prijevodu“ u kojoj je nastupio Bill Murray. Za taj film je dobila velike pohvale kritike te je osvojila Zlatni globus za najbolji scenarij. Za scenarij je osvojila i Oscara, čime je njena obitelj, Coppola, postala tek druga za redom u kojoj su tri generacije osvojile tu nagradu (prije nje je osvojio njen otac Francis Ford i njegov otac Carmine), iza obitelji Huston (Anjelica, John i Walter Huston). Uz to je postala prva američka žena u povijesti nominirana za Oscara za najbolju režiju, i tek treća žena uopće u toj kategoriji (nakon Line Wertmüller iz Italije za film "Pasqualino Settebellezze" 1975. i Jane Champion iz Novog Zelanda za film "Piano" iz 1993.).
2006. je njena povijesna drama "Marija Antoaneta" nominirana za nagradu Zlatna palma u Cannesu, ali je inače naišla na podvojen odjek kritike. Sofia je najavila da planira režirati operu Manon Lescaut za sezonu od 2009. do 2010. kod Opera de Montpellier.

## Privatni život
Sofia se 1999. udala za redatelja Spikea Jonzea, ali se od njega razvela nakon četiri godine. Navodno je Quentin Tarantino nakon toga imao kratkotrajnu vezu s njom, ali to se nije potvrdilo. Nakon toga se Sofia skrasila s glazbenikom Thomasom Marsom s kojim je dobila dvije kćeri, Romy, rođenu 28. studenog 2006. i drugu rođenu 2010. 

## Izabrana filmografija

### Glumica
- 1971. - Kum
- 1974. - Kum 2
- 1983. - Autsajderi
- 1986. - Peggy Sue se udala
- 1990. - Kum 3
- 1992. - Into Monkey Zetterland
- 1999. - Ratovi zvijezda Epizoda 1 – Fantomska prijetnja
- 2001. - CQ

### Redateljica/scenaristica
- 1999. - Samoubojstvo nevinih
- 2003. - Izgubljeni u prijevodu; Osvojen Oscar i Zlatni globus, nominacija za BAFTA-u
- 2006. - Marija Antoaneta
- 2010. - Negdje

## Vanjske poveznice
- IMDb profil
- Profil na Filmski.net  Arhivirana inačica izvorne stranice od 28. listopada 2006. (Wayback Machine)
- Intervju i razgovor o filmu “Izgubljeni u prijevodu”  Arhivirana inačica izvorne stranice od 29. listopada 2006. (Wayback Machine)
- Biografija  Arhivirana inačica izvorne stranice od 8. siječnja 2007. (Wayback Machine)
- Sofia rodila kćerku  Arhivirana inačica izvorne stranice od 28. veljače 2007. (Wayback Machine)